# 夜間瀬川
夜間瀬川（よませがわ）は、長野県内を流れる信濃川水系の一級河川。

## 地理
古い火山である標高2000m前後の志賀高原の大沼池から流出する、流域面積約114km2、全長24.086kmの河川である。志賀高原に源流を持つ横湯川と角間川が山ノ内町の湯田中温泉・渋温泉付近で合流し、これより下流を夜間瀬川という。
横湯川は大沼池に発し、深い峡谷を形成して地獄谷に出て西流するほか、角間川は湖成の熊ノ湯に発し、幕岩、潤満滝、屏風岩などのある峡谷地を下り、波坂から扇状地を堆積した谷平野が展開する。合流後は夜間瀬構造谷を西流し、高社山の裾野を回って中野市柳沢で千曲川に合流している。また、下流部は湯田中付近を扇頂とする、長さ約6km、面積約25km2の広大な中野扇状地が形成されている。そのほかの支流には、伊沢川や笹川などがある。
湯田中・渋温泉などの温泉街は横湯川、角間川、夜間瀬川の河床や河成段丘に発達しているが、しばしば激甚な土砂・洪水災害を受けてきた。
長野県は1906年（明治39年）から砂防事業を実施しているが、1909年（明治42年）から翌年の豪雨によって砂防施設は破壊され、中流部の河谷沿いに立地している温泉街も大きな被害を受けた。

## 十三崖
「十三崖のチョウゲンボウ繁殖地」（1953年11月14日指定）として国の天然記念物に指定された。
十三崖（じゅうさんがけ）は、高社山の火山岩が河川や地すべりなどで運ばれて堆積した扇状地を、千曲川の支流である夜間瀬川が浸食してできた崖である。以前の夜間瀬川は中野市の南西側を流れていたが、1406年の大洪水で流れが北側へ移動し、現在に近い流域になったとされている。なお、崖は北西から南東方向に約1,500メートル続き、中央部分で30メートル以上の高さを保っている。

## 水利権
夜間瀬川水系の水利権は、下流の中野市八ヶ郷土地改良区が保有する。中野市と山ノ内町にかかる夜間瀬橋付近に八ヶ郷用水の取入れ口がある。